# 레오니트 레오노프

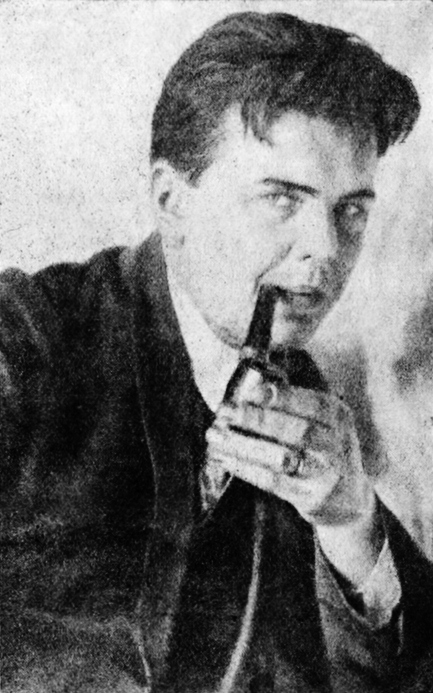

레오니드 막시노비치 레오노프(Leonid Maximovich Leonov, 러시아어: Леони́д Макси́мович Лео́нов, 1899년 5월 31일 ~ 1994년 8월 8일)은 소비에트 연방의 극작가다.
그는 오히려 산문(散文) 작가로 유명하며 희곡으로는 <포르프챤스크의 과수원> <평범한 사람> <습격> <료느시카> <황금마차> 등이 있다. 이 중 <습격>은 파시스트군이 러시아 국토에 가져온 고뇌의 깊이와 적에 대한 싸움을 통해서 씩씩하게 단련되는 인간상을, 긴박한 전국(戰局)을 배경으로 그려낸 가작이다. 두 이데올로기의 충돌을 주제로 하고, 사회윤리의 규범으로서 인간에의 신뢰를 주장한 문제작 <눈보라>(1939)는 1963년에 와서 비로소 그 신고(新稿)가 발표되었다.